# I liga polska w piłce siatkowej mężczyzn (2008/2009)
Do rozgrywek I ligi polskiej w piłce siatkowej mężczyzn sezonu 2008/2009 przez władze Polskiego Związku Piłki Siatkowej dopuszczonych zostało 11 drużyn.

## System rozgrywek
Zmagania toczyły się dwuetapowo:

### Etap I (dwurundowa faza zasadnicza)
Przeprowadzona w formule ligowej, systemem kołowym (tj. "każdy z każdym - mecz i rewanż"), rozpoczęta 27 września 2008 roku meczami 1 kolejki, a zakończona 7 marca 2009 spotkaniami 22 kolejki. Z uwagi na nieparzystą liczbę uczestników - spowodowaną dopuszczeniem SMS I PZPS Spała - podczas każdej z kolejek, jeden z zespołów zmuszony był do pauzy. Faza zasadnicza, klasyfikacja generalna – uwzględnia wyniki wszystkich rozegranych meczów, łącznie z meczami rozegranymi awansem. Punktacja: 3 pkt za wygraną 3:0 i 3:1, 2 pkt za wygraną 3:2, 1 pkt za porażkę 2:3, 0 pkt za przegraną 1:3 i 0:3.
Kolejność w tabeli po każdej kolejce rozgrywek (tabela) ustalana jest według liczby zdobytych punktów meczowych. W przypadku równej liczby punktów meczowych o wyższym miejscu w tabeli decyduje:
1. liczba wygranych meczów
2. lepszy (wyższy) stosunek setów zdobytych do straconych
3. lepszy (wyższy) stosunek małych punktów zdobytych do małych punktów straconych

Jeżeli mimo zastosowania powyższych reguł nadal nie można ustalić kolejności, o wyższej pozycji w tabeli decydują wyniki meczów rozegranych pomiędzy zainteresowanymi drużynami w danym sezonie.

### Etap II (faza play-off / play-out)
Przeprowadzona w systemem pucharowym, rozpoczęta 14 marca 2009 pierwszymi meczami półfinałowymi i o miejsca 7-10, a zakończona 5 kwietnia 2009 ostatnim spotkaniem finałowym. Przystąpi do niej 10 drużyn (bez SMS I PZPS Spała) - 4 czołowe w walce o awans do PLS, a 4 najsłabsze w walce o utrzymanie się w I lidze polskiej (przegrani z obydwu par zostają zdegradowani do II ligi polskiej). Zespoły z miejsc 5 i 6 po sezonie zasadniczym rozegrają między sobą dwumecz o lokatę 5.
Runda play-off
Runda 1
(O miejsca 1-4) - Zwycięzcy rywalizacji z rundy 1 zagrają w 1/2 finału o miejsca 1-4. W pierwszym półfinale zagrają drużyny z miejsc 1-4 po rundzie zasadniczej, a w drugim z miejsc 2-3. Drużyny grają do trzech wygranych meczów ze zmianą gospodarza po dwóch meczach. Gospodarzami pierwszego terminu (terminy są dwudniowe - dwumeczowe) będą zespoły, które po fazie zasadniczej rozgrywek zajęły wyższe miejsce w tabeli (ewentualny piąty mecz zostaje rozegrany również na parkiecie drużyny, która zajęła wyższe miejsce po rundzie zasadniczej).
(O miejsca 5-6) - Drużyny z miejsc 5-6 rozegrają dwumecz o te właśnie miejsca w końcowej klasyfikacji sezonu. Zwycięzca zakończy sezon na 5 pozycji, a przegrany na 6.
Runda 2
(O miejsca 1-2) - O tytuł mistrza I ligi. Zwycięzca 1. półfinału gra ze zwycięzcą 2. półfinału do trzech wygranych meczów ze zmianą gospodarza po dwóch meczach. Gospodarzami pierwszego terminu (terminy są dwudniowe - dwumeczowe) będą zespoły, które po fazie zasadniczej rozgrywek zajęły wyższe miejsce w tabeli (ewentualny piąty mecz zostaje rozegrany również na parkiecie drużyny, która zajęła wyższe miejsce po rundzie zasadniczej).
Runda play-out
Zespoły, które po zakończeniu rundy zasadniczej zajęły miejsca 8-11 zagrają o utrzymanie w I lidze. Drużyny z miejsc 8-11; 9-10 utworzą pary meczowe. Drużyny rozegrają dwumecz. Zwycięzcy zagrają w turnieju barażowym z drużynami z II ligi o prawo startu w I lidze, natomiast przegrani spadają do II ligi.
Turniej barażowy (z drużynami II ligi)
Turniej, w którym uczestniczy dwóch zwycięzców rundy play-out I ligi i dwie najlepsze drużyny II ligi – o dwa miejsca w I lidze w sezonie 2009/2010. Turniej rozgrywany w jednej miejscowości. Gra "każdy z każdym" - każdy zespół gra po jednym meczu z każda drużyną. Powstaje tabela (punktacja - 2 pkt. za zwycięstwo, 1 pkt. za porażkę). Dwie najlepsze drużyny uzyskają prawo startu w I lidze w sezonie 2009/2010.
O kolejności końcowej w przypadku odpadnięcia drużyn w tej samej rundzie i nie rozgrywania meczów o poszczególne miejsca decyduje kolejność po rundzie zasadniczej.
26 marca 2008 Zarząd PZPS - na wniosek Wydziału Rozgrywek PZPS - podjął decyzję o zwiększeniu z 11 do 13 liczby drużyn, występujących w I lidze polskiej na czas trwania sezonu 2008/2009. Spowodowane to zostało rezygnacją z przeprowadzenia meczów I rundy fazy play-off o miejsca 7-10 (tj. o utrzymanie się w I lidze polskiej) i tym samym pozostawieniu na tym szczeblu rozgrywkowym wszystkich zespołów edycji 2007/2008. Miało to bezpośredni związek ze zdekompletowaniem kadry zawodniczej Orła Międzyrzecz w przerwie między fazą zasadniczą a fazą play-off sezonu 2007/2008, przez co drużyna ta nie była w stanie przystąpić do sportowej rywalizacji w drugiej części sezonu (21 marca 2008 4 siatkarzy tego klubu wzięło udział w wypadku drogowym koło Gościmia, w wyniku którego 2 z nich zginęło, a 2 zostało ciężko rannych). Ustalono, że w I lidze polskiej - zgodnie z duchem sportowej rywalizacji - zostaną pozostawione wszystkie drużyny uczestniczące w fazie zasadniczej, bowiem żadna z nich nie zostanie relegowana do II ligi polskiej. W związku z tym postanowiono czasowo (wyłącznie na sezon 2008/2009) powiększyć tę klasę rozgrywkową do 13 zespołów. 

Jednak, jeszcze przed rozpoczęciem zmagań - na skutek złej sytuacji finansowo-organizacyjnej - z udziału w I lidze polskiej zrezygnowały KS Poznań (po przegraniu baraży o awans do PlusLigi 2008/2009) i Płomień Sosnowiec (po zakończeniu sezonu 2007/2008 karnie zdegradowany z PLS), które ostatecznie wycofano z wszelkich rozgrywek seniorskich. Ponadto, w miejsce Skry II Bełchatów (decyzją władz klubu przeniesione do II ligi polskiej) do rozgrywek przystąpił Siatkarz Pamapol Wieluń.
Według regulaminu, SMS I PZPS Spała - mimo że przystąpiła do rozgrywek jako ich normalny uczestnik - nie podlegała ostatecznej weryfikacji, jak pozostałe kluby. Brała ona udział wyłącznie w zasadniczej fazie sezonu (tj. mecz i rewanż - każdy z każdym) i niezależnie od miejsca zajętego w końcowej tabeli kończyła udział w zmaganiach, pozostając na tym szczeblu przez kolejny sezon (dlatego nie mogła ani awansować do PLS, ani spaść do II ligi polskiej, ani walczyć w turze play-off).

## Drużyny uczestniczące
| | Uczestnicy poprzedniej edycji |    |
| --- | ----------------------------- | -- |
| NYS | Stal AZS PWSZ Nysa            | 3  |
| WRO | Gwardia Wrocław               | 4  |
| GOR | GTPS Gorzów Wielkopolski      | 6  |
| ŚWI | Avia Świdnik                  | 7  |
| BIE | BBTS Bielsko-Biała            | 8  |
| ENE | MCKiS PKE Energetyk Jaworzno  | 9  |
| MIĘ | MKS Orzeł Międzyrzecz         | 10 |
| SMS | SMS PZPS Spała                | 11 |
| | Awans z II ligi (grupa I)     |    |
| WIE | Siatkarz Wieluń               | 8  |
| | Awans z II ligi (grupa III)   |    |
| HAJ | SKS Hajnówka                  | 1  |
| | Awans z II ligi (grupa IV)    |    |
| BED | MKS MOS Interpromex Będzin    | 1  |
| Oznaczenia: - kolumna pierwsza – skróty nazw drużyn wpisane na mapie (jeśli ta została zamieszczona), - kolumna trzecia – miejsce zajęte przez daną drużynę w poprzednim sezonie. |                               |    |

## Rozgrywki

### Faza zasadnicza

#### Tabela wyników
| Gospodarz \ Gość1            | BIE | WIE | ŚWI | MIĘ | HAJ | GOR | NYS | BED | ENE | WRO | SMS |
| BBTS Bielsko-Biała           |     | 3:0 | 3:2 | 3:1 | 3:2 | 3:0 | 3:0 | 0:3 | 3:1 | 3:0 | 3:0 |
| Siatkarz Wieluń              | 1:3 |     | 2:3 | 1:3 | 3:1 | 3:0 | 3:0 | 3:1 | 3:0 | 3:1 | 3:0 |
| Avia Świdnik                 | 0:3 | 3:1 |     | 3:1 | 3:1 | 3:2 | 3:2 | 0:3 | 3:0 | 3:1 | 3:0 |
| MKS Orzeł Międzyrzecz        | 3:0 | 0:3 | 0:3 |     | 3:0 | 3:2 | 3:2 | 0:3 | 3:0 | 3:1 | 3:0 |
| Pronar Parkiet Hajnówka      | 2:3 | 3:2 | 3:0 | 3:0 |     | 3:2 | 3:0 | 3:1 | 1:3 | 3:0 | 3:0 |
| GTPS Gorzów Wielkopolski     | 3:2 | 2:3 | 3:1 | 3:1 | 1:3 |     | 3:0 | 3:2 | 3:0 | 3:0 | 3:0 |
| Stal AZS PWSZ Nysa           | 1:3 | 1:3 | 1:3 | 3:2 | 3:0 | 3:0 |     | 3:0 | 3:1 | 3:2 | 3:0 |
| MKS MOS Będzin               | 3:2 | 1:3 | 0:3 | 1:3 | 1:3 | 3:1 | 1:3 |     | 1:3 | 3:2 | 3:0 |
| MCKiS PKE Energetyk Jaworzno | 0:3 | 1:3 | 3:2 | 1:3 | 3:1 | 2:3 | 3:0 | 0:3 |     | 3:1 | 3:0 |
| Gwardia Wrocław              | 3:2 | 1:3 | 0:3 | 1:3 | 3:1 | 3:0 | 1:3 | 0:3 | 3:0 |     | 3:0 |
| SMS PZPS Spała               | 0:3 | 0:3 | 2:3 | 1:3 | 0:3 | 0:3 | 0:3 | 0:3 | 0:3 | 0:3 |     |

#### Wyniki
1. kolejka (27 września 2008)
|  | SMS I PZPS Spała | 0:3(21:25, 20:25, 15:25) | EnergiaPro Gigawat Gwardia Wrocław SSA |  |
|  |                  | 0:3(21:25, 20:25, 15:25) |                                        |  |

|  | Pronar Parkiet Hajnówka | 3:2(25:16, 22:25, 23:25, 25:17, 15:11) | MUKS Siatkarz Pamapol Wieluń |  |
|  |                         | 3:2(25:16, 22:25, 23:25, 25:17, 15:11) |                              |  |

|  | MKS MOS Będzin | 3:1(14:25, 26:24, 25:23, 25:14) | Rajbud Development GTPS Gorzów Wielkopolski |  |
|  |                | 3:1(14:25, 26:24, 25:23, 25:14) |                                             |  |

|  | MKS Orzeł Międzyrzecz AZS-AWF | 0:3(24:26, 18:25, 17:25) | ASPS Avia Świdnik |  |
|  |                               | 0:3(24:26, 18:25, 17:25) |                   |  |

|  | MCKiS PKE Energetyk Jaworzno | 0:3(21:25, 24:26, 21:25) | BBTS Bielsko-Biała |  |
|  |                              | 0:3(21:25, 24:26, 21:25) |                    |  |

|  | AZS PWSZ Nysa |  | pauzuje |  |
|  |               |  |         |  |

2. kolejka (4 października 2008)
|  | BBTS Bielsko-Biała | 3:1(25:18, 20:25, 25:20, 26:24) | MKS Orzeł Międzyrzecz AZS-AWF |  |
|  |                    | 3:1(25:18, 20:25, 25:20, 26:24) |                               |  |

|  | ASPS Avia Świdnik | 0:3(17:25, 19:25, 18:25) | MKS MOS Interpromex Będzin |  |
|  |                   | 0:3(17:25, 19:25, 18:25) |                            |  |

|  | Rajbud Development GTPS Gorzów Wielkopolski | 1:3(18:25, 25:19, 16:25, 20:25) | Pronar Parkiet Hajnówka |  |
|  |                                             | 1:3(18:25, 25:19, 16:25, 20:25) |                         |  |

|  | MUKS Siatkarz Pamapol Wieluń | 3:0(25:16, 25:10, 25:22) | SMS I PZPS Spała |  |
|  |                              | 3:0(25:16, 25:10, 25:22) |                  |  |

|  | EnergiaPro Gigawat Gwardia Wrocław SSA | 1:3(19:25, 23:25, 25:20, 19:25) | AZS PWSZ Nysa |  |
|  |                                        | 1:3(19:25, 23:25, 25:20, 19:25) |               |  |

|  | MCKiS PKE Energetyk Jaworzno |  | pauzuje |  |
|  |                              |  |         |  |

3. kolejka (11 października 2008)
|  | AZS PWSZ Nysa | 1:3(14:25, 26:24, 17:25, 23:25) | MUKS Siatkarz Pamapol Wieluń |  |
|  |               | 1:3(14:25, 26:24, 17:25, 23:25) |                              |  |

|  | SMS I PZPS Spała | 0:3(15:25, 20:25, 24:26) | Rajbud Development GTPS Gorzów Wielkopolski |  |
|  |                  | 0:3(15:25, 20:25, 24:26) |                                             |  |

|  | Pronar Parkiet Hajnówka | 3:0(25:22, 25:18, 25:16) | ASPS Avia Świdnik |  |
|  |                         | 3:0(25:22, 25:18, 25:16) |                   |  |

|  | MKS MOS Interpromex Będzin | 3:2(25:23, 23:25, 25:21, 20:25, 15:11) | BBTS Bielsko-Biała |  |
|  |                            | 3:2(25:23, 23:25, 25:21, 20:25, 15:11) |                    |  |

|  | MCKiS PKE Energetyk Jaworzno | 1:3(25:17, 18:25, 21:25, 21:25) | MKS Orzeł Międzyrzecz AZS-AWF |  |
|  |                              | 1:3(25:17, 18:25, 21:25, 21:25) |                               |  |

|  | EnergiaPro Gigawat Gwardia Wrocław SSA |  | pauzuje |  |
|  |                                        |  |         |  |

4. kolejka (18 października 2008)
|  | MKS MOS Interpromex Będzin | 1:3(25:22, 19:25, 23:25, 24:26) | MCKiS PKE Energetyk Jaworzno |  |
|  |                            | 1:3(25:22, 19:25, 23:25, 24:26) |                              |  |

|  | BBTS Bielsko-Biała | 3:2(18:25, 25:22, 14:25, 29:27, 15:12) | Pronar Parkiet Hajnówka |  |
|  |                    | 3:2(18:25, 25:22, 14:25, 29:27, 15:12) |                         |  |

|  | ASPS Avia Świdnik | 3:0(25:23, 26:24, 25:23) | SMS I PZPS Spała |  |
|  |                   | 3:0(25:23, 26:24, 25:23) |                  |  |

|  | Rajbud Development GTPS Gorzów Wielkopolski | 3:0(25:22, 25:21, 25:22) | AZS PWSZ Nysa |  |
|  |                                             | 3:0(25:22, 25:21, 25:22) |               |  |

|  | MUKS Siatkarz Pamapol Wieluń | 3:1(25:16, 25:21, 11:25, 25:19) | EnergiaPro Gigawat Gwardia Wrocław SSA |  |
|  |                              | 3:1(25:16, 25:21, 11:25, 25:19) |                                        |  |

|  | MKS Orzeł Międzyrzecz AZS-AWF |  | pauzuje |  |
|  |                               |  |         |  |

5. kolejka (25 października 2008)
|  | EnergiaPro Gigawat Gwardia Wrocław SSA | 3:0(25:18, 25:23, 25:19) | Rajbud Development GTPS Gorzów Wielkopolski |  |
|  |                                        | 3:0(25:18, 25:23, 25:19) |                                             |  |

|  | AZS PWSZ Nysa | 1:3(23:25, 24:26, 32:30, 19:25) | ASPS Avia Świdnik |  |
|  |               | 1:3(23:25, 24:26, 32:30, 19:25) |                   |  |

|  | SMS I PZPS Spała | 0:3(18:25, 11:25, 17:25) | BBTS Bielsko-Biała |  |
|  |                  | 0:3(18:25, 11:25, 17:25) |                    |  |

|  | Pronar Parkiet Hajnówka | 1:3(25:19, 18:25, 20:25, 21:25) | MCKiS PKE Energetyk Jaworzno |  |
|  |                         | 1:3(25:19, 18:25, 20:25, 21:25) |                              |  |

|  | MKS MOS Interpromex Będzin | 1:3(25:16, 19:25, 19:25, 20:25) | MKS Orzeł Międzyrzecz AZS-AWF |  |
|  |                            | 1:3(25:16, 19:25, 19:25, 20:25) |                               |  |

|  | MUKS Siatkarz Pamapol Wieluń |  | pauzuje |  |
|  |                              |  |         |  |

6. kolejka (8 listopada 2008)
|  | MKS Orzeł Międzyrzecz AZS-AWF | 3:0(25:23, 25:22, 25:20) | Pronar Parkiet Hajnówka |  |
|  |                               | 3:0(25:23, 25:22, 25:20) |                         |  |

|  | MCKiS PKE Energetyk Jaworzno | 3:0(25:13, 25:16, 25:14) | SMS I PZPS Spała |  |
|  |                              | 3:0(25:13, 25:16, 25:14) |                  |  |

|  | BBTS Bielsko-Biała | 3:0(25:22, 25:14, 25:22) | AZS PWSZ Nysa |  |
|  |                    | 3:0(25:22, 25:14, 25:22) |               |  |

|  | ASPS Avia Świdnik | 3:1(25:22, 25:20, 21:25, 25:17) | EnergiaPro Gigawat Gwardia Wrocław SSA |  |
|  |                   | 3:1(25:22, 25:20, 21:25, 25:17) |                                        |  |

|  | Rajbud Development GTPS Gorzów Wielkopolski | 2:3(18:25, 18:25, 25:18, 25:20, 11:15) | MUKS Siatkarz Pamapol Wieluń |  |
|  |                                             | 2:3(18:25, 18:25, 25:18, 25:20, 11:15) |                              |  |

|  | MKS MOS Interpromex Będzin |  | pauzuje |  |
|  |                            |  |         |  |

7. kolejka (15 listopada 2008)
|  | MUKS Siatkarz Pamapol Wieluń | 2:3(25:20, 30:28, 19:25, 23:25, 11:15) | ASPS Avia Świdnik |  |
|  |                              | 2:3(25:20, 30:28, 19:25, 23:25, 11:15) |                   |  |

|  | EnergiaPro Gigawat Gwardia Wrocław SSA | 3:2(21:25, 22:25, 25:20, 25:15, 18:16) | BBTS Bielsko-Biała |  |
|  |                                        | 3:2(21:25, 22:25, 25:20, 25:15, 18:16) |                    |  |

|  | AZS PWSZ Nysa | 3:1(25:15, 18:25, 25:23, 25:20) | MCKiS PKE Energetyk Jaworzno |  |
|  |               | 3:1(25:15, 18:25, 25:23, 25:20) |                              |  |

|  | SMS I PZPS Spała | 1:3(23:25, 25:20, 22:25, 12:25) | MKS Orzeł Międzyrzecz AZS-AWF |  |
|  |                  | 1:3(23:25, 25:20, 22:25, 12:25) |                               |  |

|  | Pronar Parkiet Hajnówka | 3:1(25:21, 29:27, 17:25, 28:26) | MKS MOS Interpromex Będzin |  |
|  |                         | 3:1(25:21, 29:27, 17:25, 28:26) |                            |  |

|  | Rajbud Development GTPS Gorzów Wielkopolski |  | pauzuje |  |
|  |                                             |  |         |  |

8. kolejka (15 listopada 2008)
|  | MKS MOS Interpromex Będzin | 3:0(25:20, 25:23, 25:16) | SMS I PZPS Spała |  |
|  |                            | 3:0(25:20, 25:23, 25:16) |                  |  |

|  | MKS Orzeł Międzyrzecz AZS-AWF | 3:2(25:18, 19:25, 25:18, 20:25, 18:16) | AZS PWSZ Nysa |  |
|  |                               | 3:2(25:18, 19:25, 25:18, 20:25, 18:16) |               |  |

|  | EnergiaPro Gigawat Gwardia Wrocław SSA | 3:0(25:22, 25:19, 25:18) | MCKiS PKE Energetyk Jaworzno |  |
|  |                                        | 3:0(25:22, 25:19, 25:18) |                              |  |

|  | BBTS Bielsko-Biała | 3:0(25:20, 25:19, 26:24) | MUKS Siatkarz Pamapol Wieluń |  |
|  |                    | 3:0(25:20, 25:19, 26:24) |                              |  |

|  | ASPS Avia Świdnik | 3:2(20:25, 25:21, 23:25, 25:23, 15:11) | Rajbud Development GTPS Gorzów Wielkopolski |  |
|  |                   | 3:2(20:25, 25:21, 23:25, 25:23, 15:11) |                                             |  |

|  | Pronar Parkiet Hajnówka |  | pauzuje |  |
|  |                         |  |         |  |

9. kolejka (29 listopada 2008)
|  | Rajbud Development GTPS Gorzów Wielkopolski | 3:2(23:25, 25:23, 25:19, 17:25, 15:12) | BBTS Bielsko-Biała |  |
|  |                                             | 3:2(23:25, 25:23, 25:19, 17:25, 15:12) |                    |  |

|  | MUKS Siatkarz Pamapol Wieluń | 3:0(25:16, 25:20, 25:13) | MCKiS PKE Energetyk Jaworzno |  |
|  |                              | 3:0(25:16, 25:20, 25:13) |                              |  |

|  | MKS Orzeł Międzyrzecz AZS-AWF | 3:1(25:19, 16:25, 26:24, 25:22) | EnergiaPro Gigawat Gwardia Wrocław SSA |  |
|  |                               | 3:1(25:19, 16:25, 26:24, 25:22) |                                        |  |

|  | AZS PWSZ Nysa | 3:0(25:18, 25:22, 30:28) | MKS MOS Interpromex Będzin |  |
|  |               | 3:0(25:18, 25:22, 30:28) |                            |  |

|  | SMS I PZPS Spała | 0:3(23:25, 14:25, 21:25) | Pronar Parkiet Hajnówka |  |
|  |                  | 0:3(23:25, 14:25, 21:25) |                         |  |

|  | ASPS Avia Świdnik |  | pauzuje |  |
|  |                   |  |         |  |

10. kolejka (6 grudnia 2008)
|  | Pronar Parkiet Hajnówka | 3:0(25:20, 25:22, 25:18) | AZS PWSZ Nysa |  |
|  |                         | 3:0(25:20, 25:22, 25:18) |               |  |

|  | MKS MOS Interpromex Będzin | 3:2(25:22, 22:25, 26:28, 25:21, 15:10) | EnergiaPro Gigawat Gwardia Wrocław SSA |  |
|  |                            | 3:2(25:22, 22:25, 26:28, 25:21, 15:10) |                                        |  |

|  | MKS Orzeł Międzyrzecz AZS-AWF | 0:3(23:25, 23:25, 22:25) | MUKS Siatkarz Pamapol Wieluń |  |
|  |                               | 0:3(23:25, 23:25, 22:25) |                              |  |

|  | MCKiS PKE Energetyk Jaworzno | 2:3(18:25, 28:26, 22:25, 26:24, 13:15) | Rajbud Development GTPS Gorzów Wielkopolski |  |
|  |                              | 2:3(18:25, 28:26, 22:25, 26:24, 13:15) |                                             |  |

|  | BBTS Bielsko-Biała | 3:2(23:25, 25:27, 25:22, 25:14, 15:11) | ASPS Avia Świdnik |  |
|  |                    | 3:2(23:25, 25:27, 25:22, 25:14, 15:11) |                   |  |

|  | SMS I PZPS Spała |  | pauzuje |  |
|  |                  |  |         |  |

11. kolejka (13 grudnia 2008)
|  | ASPS Avia Świdnik | 3:0(25:23, 25:20, 25:15) | MCKiS PKE Energetyk Jaworzno |  |
|  |                   | 3:0(25:23, 25:20, 25:15) |                              |  |

|  | Rajbud Development GTPS Gorzów Wielkopolski | 3:1(24:26, 27:25, 25:21, 25:13) | MKS Orzeł Międzyrzecz AZS-AWF |  |
|  |                                             | 3:1(24:26, 27:25, 25:21, 25:13) |                               |  |

|  | MUKS Siatkarz Pamapol Wieluń | 3:1(23:25, 25:17, 25:15, 25:23) | MKS MOS Interpromex Będzin |  |
|  |                              | 3:1(23:25, 25:17, 25:15, 25:23) |                            |  |

|  | EnergiaPro Gigawat Gwardia Wrocław SSA | 3:1(25:19, 17:25, 25:22, 25:22) | Pronar Parkiet Hajnówka |  |
|  |                                        | 3:1(25:19, 17:25, 25:22, 25:22) |                         |  |

|  | AZS PWSZ Nysa | 3:0(25:19, 25:22, 25:20) | SMS I PZPS Spała |  |
|  |               | 3:0(25:19, 25:22, 25:20) |                  |  |

|  | BBTS Bielsko-Biała |  | pauzuje |  |
|  |                    |  |         |  |

12. kolejka (20 grudnia 2008)
|  | EnergiaPro Gigawat Gwardia Wrocław SSA | 3:0(25:15, 25:20, 25:14) | SMS I PZPS Spała |  |
|  |                                        | 3:0(25:15, 25:20, 25:14) |                  |  |

|  | MUKS Siatkarz Pamapol Wieluń | 3:1(20:25, 25:15, 25:20, 25:23) | Pronar Parkiet Hajnówka |  |
|  |                              | 3:1(20:25, 25:15, 25:20, 25:23) |                         |  |

|  | Rajbud Development GTPS Gorzów Wielkopolski | 3:2(23:25, 25:17, 24:26, 26:24, 15:11) | MKS MOS Interpromex Będzin |  |
|  |                                             | 3:2(23:25, 25:17, 24:26, 26:24, 15:11) |                            |  |

|  | ASPS Avia Świdnik | 3:1(25:20, 24:26, 25:22, 25:20) | MKS Orzeł Międzyrzecz AZS-AWF |  |
|  |                   | 3:1(25:20, 24:26, 25:22, 25:20) |                               |  |

|  | BBTS Bielsko-Biała | 3:1(23:25, 25:16, 26:24, 25:22) | MCKiS PKE Energetyk Jaworzno |  |
|  |                    | 3:1(23:25, 25:16, 26:24, 25:22) |                              |  |

|  | AZS PWSZ Nysa |  | pauzuje |  |
|  |               |  |         |  |

13. kolejka (3 stycznia 2009)
|  | MKS Orzeł Międzyrzecz AZS-AWF | 3:0(25:17, 25:21, 25:18) | BBTS Bielsko-Biała |  |
|  |                               | 3:0(25:17, 25:21, 25:18) |                    |  |

|  | MKS MOS Interpromex Będzin | 0:3(17:25, 20:25, 19:25) | ASPS Avia Świdnik |  |
|  |                            | 0:3(17:25, 20:25, 19:25) |                   |  |

|  | Pronar Parkiet Hajnówka | 3:2(23:25, 25:20, 25:22, 26:28, 30:28) | Rajbud Development GTPS Gorzów Wielkopolski |  |
|  |                         | 3:2(23:25, 25:20, 25:22, 26:28, 30:28) |                                             |  |

|  | AZS PWSZ Nysa | 3:2(30:28, 17:25, 25:20, 21:25, 15:8) | EnergiaPro Gigawat Gwardia Wrocław SSA |  |
|  |               | 3:2(30:28, 17:25, 25:20, 21:25, 15:8) |                                        |  |

|  | SMS I PZPS Spała | 0:3(19:25, 21:25, 20:25) | MUKS Siatkarz Pamapol Wieluń |  |
|  |                  | 0:3(19:25, 21:25, 20:25) |                              |  |

|  | MCKiS PKE Energetyk Jaworzno |  | pauzuje |  |
|  |                              |  |         |  |

14. kolejka (10 stycznia 2009)
|  | MUKS Siatkarz Pamapol Wieluń | 3:0(25:20, 25:18, 29:27) | AZS PWSZ Nysa |  |
|  |                              | 3:0(25:20, 25:18, 29:27) |               |  |

|  | Rajbud Development GTPS Gorzów Wielkopolski | 3:0(25:15, 25:11, 25:16) | SMS I PZPS Spała |  |
|  |                                             | 3:0(25:15, 25:11, 25:16) |                  |  |

|  | ASPS Avia Świdnik | 3:1(25:21, 25:23, 19:25, 25:22) | Pronar Parkiet Hajnówka |  |
|  |                   | 3:1(25:21, 25:23, 19:25, 25:22) |                         |  |

|  | BBTS Bielsko-Biała | 0:3(21:25, 16:25, 21:25) | MKS MOS Interpromex Będzin |  |
|  |                    | 0:3(21:25, 16:25, 21:25) |                            |  |

|  | MKS Orzeł Międzyrzecz AZS-AWF | 3:0(25:22, 25:23, 25:16) | MCKiS PKE Energetyk Jaworzno |  |
|  |                               | 3:0(25:22, 25:23, 25:16) |                              |  |

|  | EnergiaPro Gigawat Gwardia Wrocław SSA |  | pauzuje |  |
|  |                                        |  |         |  |

15. kolejka (17 stycznia 2009)
|  | MCKiS PKE Energetyk Jaworzno | 0:3(24:26, 22:25, 23:25) | MKS MOS Interpromex Będzin |  |
|  |                              | 0:3(24:26, 22:25, 23:25) |                            |  |

|  | Pronar Parkiet Hajnówka | 2:3(18:25, 11:25, 25:23, 25:23, 17:19) | BBTS Bielsko-Biała |  |
|  |                         | 2:3(18:25, 11:25, 25:23, 25:23, 17:19) |                    |  |

|  | SMS I PZPS Spała | 2:3(20:25, 25:19, 15:25, 25:23, 8:15) | ASPS Avia Świdnik |  |
|  |                  | 2:3(20:25, 25:19, 15:25, 25:23, 8:15) |                   |  |

|  | AZS PWSZ Nysa | 3:0(28:26, 25:20, 25:13) | Rajbud Development GTPS Gorzów Wielkopolski |  |
|  |               | 3:0(28:26, 25:20, 25:13) |                                             |  |

|  | EnergiaPro Gigawat Gwardia Wrocław SSA | 1:3(26:28, 25:15, 17:25, 21:25) | MUKS Siatkarz Pamapol Wieluń |  |
|  |                                        | 1:3(26:28, 25:15, 17:25, 21:25) |                              |  |

|  | MKS Orzeł Międzyrzecz AZS-AWF |  | pauzuje |  |
|  |                               |  |         |  |

16. kolejka (24 stycznia 2009)
|  | Rajbud Development GTPS Gorzów Wielkopolski | 3:0(25:23, 25:17, 25:21) | EnergiaPro Gigawat Gwardia Wrocław SSA |  |
|  |                                             | 3:0(25:23, 25:17, 25:21) |                                        |  |

|  | ASPS Avia Świdnik | 3:2(30:32, 25:19, 25:22, 21:25, 15:12) | AZS PWSZ Nysa |  |
|  |                   | 3:2(30:32, 25:19, 25:22, 21:25, 15:12) |               |  |

|  | BBTS Bielsko-Biała | 3:0(25:16, 25:18, 25:23) | SMS I PZPS Spała |  |
|  |                    | 3:0(25:16, 25:18, 25:23) |                  |  |

|  | MCKiS PKE Energetyk Jaworzno | 3:1(25:17, 25:21, 15:25, 26:24) | Pronar Parkiet Hajnówka |  |
|  |                              | 3:1(25:17, 25:21, 15:25, 26:24) |                         |  |

|  | MKS Orzeł Międzyrzecz AZS-AWF | 0:3(22:25, 23:25, 23:25) | MKS MOS Interpromex Będzin |  |
|  |                               | 0:3(22:25, 23:25, 23:25) |                            |  |

|  | MUKS Siatkarz Pamapol Wieluń |  | pauzuje |  |
|  |                              |  |         |  |

17. kolejka (31 stycznia 2009)
|  | Pronar Parkiet Hajnówka | 3:0(27:25, 30:28, 29:27) | MKS Orzeł Międzyrzecz AZS-AWF |  |
|  |                         | 3:0(27:25, 30:28, 29:27) |                               |  |

|  | SMS I PZPS Spała | 0:3(23:25, 17:25, 20:25) | MCKiS PKE Energetyk Jaworzno |  |
|  |                  | 0:3(23:25, 17:25, 20:25) |                              |  |

|  | AZS PWSZ Nysa | 1:3(18:25, 27:25, 23:25, 17:25) | BBTS Bielsko-Biała |  |
|  |               | 1:3(18:25, 27:25, 23:25, 17:25) |                    |  |

|  | EnergiaPro Gigawat Gwardia Wrocław SSA | 0:3(23:25, 19:25, 18:25) | ASPS Avia Świdnik |  |
|  |                                        | 0:3(23:25, 19:25, 18:25) |                   |  |

|  | MUKS Siatkarz Pamapol Wieluń | 3:0(25:17, 25:20, 25:18) | Rajbud Development GTPS Gorzów Wielkopolski |  |
|  |                              | 3:0(25:17, 25:20, 25:18) |                                             |  |

|  | MKS MOS Interpromex Będzin |  | pauzuje |  |
|  |                            |  |         |  |

18. kolejka
(7 lutego 2009)
|  | ASPS Avia Świdnik | 3:1(25:22, 25:20, 21:25, 25:19) | MUKS Siatkarz Pamapol Wieluń |  |
|  |                   | 3:1(25:22, 25:20, 21:25, 25:19) |                              |  |

|  | BBTS Bielsko-Biała | 3:0(25:19, 25:15, 25:16) | EnergiaPro Gigawat Gwardia Wrocław SSA |  |
|  |                    | 3:0(25:19, 25:15, 25:16) |                                        |  |

|  | MCKiS PKE Energetyk Jaworzno | 3:0(25:16, 25:19, 25:22) | AZS PWSZ Nysa |  |
|  |                              | 3:0(25:16, 25:19, 25:22) |               |  |

|  | MKS MOS Interpromex Będzin | 1:3(21:25, 17:25, 25:23, 21:25) | Pronar Parkiet Hajnówka |  |
|  |                            | 1:3(21:25, 17:25, 25:23, 21:25) |                         |  |

|  | Rajbud Development GTPS Gorzów Wielkopolski |  | pauzuje |  |
|  |                                             |  |         |  |

'11 lutego 2009
|  | MKS Orzeł Międzyrzecz AZS-AWF | 3:0(25:19, 25:19, 25:23) | SMS I PZPS Spała |  |
|  |                               | 3:0(25:19, 25:19, 25:23) |                  |  |

19. kolejka (13 lutego 2009)
|  | SMS I PZPS Spała | 0:3(16:25, 23:25, 22:25) | MKS MOS Interpromex Będzin |  |
|  |                  | 0:3(16:25, 23:25, 22:25) |                            |  |

|  | AZS PWSZ Nysa | 3:2(29:31, 25:21, 21:25, 33:31, 17:15) | MKS Orzeł Międzyrzecz AZS-AWF |  |
|  |               | 3:2(29:31, 25:21, 21:25, 33:31, 17:15) |                               |  |

|  | MCKiS PKE Energetyk Jaworzno | 3:1(25:20, 25:19, 25:27, 25:23) | EnergiaPro Gigawat Gwardia Wrocław SSA |  |
|  |                              | 3:1(25:20, 25:19, 25:27, 25:23) |                                        |  |

|  | MUKS Siatkarz Pamapol Wieluń | 1:3(23:25, 25:23, 26:28, 20:25) | BBTS Bielsko-Biała |  |
|  |                              | 1:3(23:25, 25:23, 26:28, 20:25) |                    |  |

|  | Rajbud Development GTPS Gorzów Wielkopolski | 3:1(25:22, 25:17, 23:25, 25:23) | ASPS Avia Świdnik |  |
|  |                                             | 3:1(25:22, 25:17, 23:25, 25:23) |                   |  |

|  | Pronar Parkiet Hajnówka |  | pauzuje |  |
|  |                         |  |         |  |

20. kolejka (21 lutego 2009)
|  | BBTS Bielsko-Biała | 3:0(28:26, 28:26, 25:17) | Rajbud Development GTPS Gorzów Wielkopolski |  |
|  |                    | 3:0(28:26, 28:26, 25:17) |                                             |  |

|  | MCKiS PKE Energetyk Jaworzno | 1:3(13:25, 21:25, 25:21, 22:25) | MUKS Siatkarz Pamapol Wieluń |  |
|  |                              | 1:3(13:25, 21:25, 25:21, 22:25) |                              |  |

|  | EnergiaPro Gigawat Gwardia Wrocław SSA | 1:3(25:23, 19:25, 24:26, 24:26) | MKS Orzeł Międzyrzecz AZS-AWF |  |
|  |                                        | 1:3(25:23, 19:25, 24:26, 24:26) |                               |  |

|  | MKS MOS Interpromex Będzin | 1:3(25:19, 22:25, 19:25, 24:26) | AZS PWSZ Nysa |  |
|  |                            | 1:3(25:19, 22:25, 19:25, 24:26) |               |  |

|  | Pronar Parkiet Hajnówka | 3:0(25:15, 26:24, 25:20) | SMS I PZPS Spała |  |
|  |                         | 3:0(25:15, 26:24, 25:20) |                  |  |

|  | ASPS Avia Świdnik |  | pauzuje |  |
|  |                   |  |         |  |

21. kolejka
(21 lutego 2009)
|  | EnergiaPro Gigawat Gwardia Wrocław SSA | 0:3(22:25, 12:25, 26:28) | MKS MOS Interpromex Będzin |  |
|  |                                        | 0:3(22:25, 12:25, 26:28) |                            |  |

(28 lutego 2009)
|  | AZS PWSZ Nysa | 3:0(25:22, 25:23, 25:20) | Pronar Parkiet Hajnówka |  |
|  |               | 3:0(25:22, 25:23, 25:20) |                         |  |

|  | MUKS Siatkarz Pamapol Wieluń | 1:3(23:25, 29:31, 25:12, 18:25) | MKS Orzeł Międzyrzecz AZS-AWF |  |
|  |                              | 1:3(23:25, 29:31, 25:12, 18:25) |                               |  |

|  | Rajbud Development GTPS Gorzów Wielkopolski | 3:0(25:16, 25:20, 25:21) | MCKiS PKE Energetyk Jaworzno |  |
|  |                                             | 3:0(25:16, 25:20, 25:21) |                              |  |

|  | ASPS Avia Świdnik | 0:3(24:26, 14:25, 21:25) | BBTS Bielsko-Biała |  |
|  |                   | 0:3(24:26, 14:25, 21:25) |                    |  |

|  | SMS I PZPS Spała |  | pauzuje |  |
|  |                  |  |         |  |

22. kolejka (7 marca 2009)
|  | MCKiS PKE Energetyk Jaworzno | 3:2(25:19, 21:25, 17:25, 25:20, 15:6) | ASPS Avia Świdnik |  |
|  |                              | 3:2(25:19, 21:25, 17:25, 25:20, 15:6) |                   |  |

|  | MKS Orzeł Międzyrzecz AZS-AWF | 3:2(15:25, 25:23, 25:13, 19:25, 15:13) | Rajbud Development GTPS Gorzów Wielkopolski |  |
|  |                               | 3:2(15:25, 25:23, 25:13, 19:25, 15:13) |                                             |  |

|  | MKS MOS Interpromex Będzin | 1:3(23:25, 25:22, 21:25, 20:25) | MUKS Siatkarz Pamapol Wieluń |  |
|  |                            | 1:3(23:25, 25:22, 21:25, 20:25) |                              |  |

|  | Pronar Parkiet Hajnówka | 3:0(25:16, 25:14, 25:20) | EnergiaPro Gigawat Gwardia Wrocław SSA |  |
|  |                         | 3:0(25:16, 25:14, 25:20) |                                        |  |

|  | SMS I PZPS Spała | 0:3(16:25, 19:25, 15:25) | AZS PWSZ Nysa |  |
|  |                  | 0:3(16:25, 19:25, 15:25) |               |  |

|  | BBTS Bielsko-Biała |  | pauzuje |  |
|  |                    |  |         |  |

#### Tabela
| Lp. | Drużyna                         | Pkt | Mecze | Mecze | Mecze | Rodzaj wyniku | Rodzaj wyniku | Rodzaj wyniku | Rodzaj wyniku | Rodzaj wyniku | Rodzaj wyniku | Sety | Sety | Sety  | Małe punkty | Małe punkty | Małe punkty |
| Lp. | Drużyna                         | Pkt | M     | W     | P     | 3:0           | 3:1           | 3:2           | 2:3           | 1:3           | 0:3           | wyg. | prz. | stos. | zdob.       | str.        | stos.       |
| --- | ------------------------------- | --- | ----- | ----- | ----- | ------------- | ------------- | ------------- | ------------- | ------------- | ------------- | ---- | ---- | ----- | ----------- | ----------- | ----------- |
| 1   | BBTS Bielsko-Biała              | 45  | 20    | 15    | 5     | 8             | 4             | 3             | 3             | 0             | 2             | 51   | 25   | 2.04  | 1758        | 1601        | 1.1         |
| 2   | Siatkarz Wieluń                 | 43  | 20    | 14    | 6     | 6             | 7             | 1             | 2             | 3             | 1             | 49   | 27   | 1.81  | 1761        | 1614        | 1.09        |
| 3   | Avia Świdnik                    | 40  | 20    | 14    | 6     | 5             | 5             | 4             | 2             | 1             | 3             | 47   | 31   | 1.52  | 1762        | 1706        | 1.03        |
| 4   | MKS Orzeł Międzyrzecz           | 35  | 20    | 12    | 8     | 4             | 6             | 2             | 1             | 3             | 4             | 41   | 34   | 1.21  | 1727        | 1704        | 1.01        |
| 5   | SKS Hajnówka                    | 33  | 20    | 11    | 9     | 6             | 3             | 2             | 2             | 5             | 2             | 42   | 34   | 1.24  | 1762        | 1674        | 1.05        |
| 6   | Rajbud GTPS Gorzów Wielkopolski | 31  | 20    | 10    | 10    | 5             | 2             | 3             | 4             | 2             | 4             | 40   | 38   | 1.05  | 1740        | 1702        | 1.02        |
| 7   | Stal AZS PWSZ Nysa              | 30  | 20    | 10    | 10    | 5             | 3             | 2             | 2             | 3             | 5             | 37   | 37   | 1     | 1679        | 1698        | 0.99        |
| 8   | MKS MOS Będzin                  | 29  | 20    | 10    | 10    | 7             | 1             | 2             | 1             | 7             | 2             | 39   | 35   | 1.11  | 1683        | 1670        | 1.01        |
| 9   | MCKiS PKE Energetyk Jaworzno    | 24  | 20    | 8     | 12    | 3             | 4             | 1             | 1             | 4             | 7             | 30   | 42   | 0.71  | 1573        | 1628        | 0.97        |
| 10  | Gwardia Wrocław                 | 19  | 20    | 6     | 14    | 4             | 1             | 1             | 2             | 7             | 5             | 29   | 45   | 0.64  | 1607        | 1674        | 0.96        |
| 11  | SMS PZPS Spała                  | 1   | 20    | 0     | 20    | 0             | 0             | 0             | 1             | 1             | 18            | 3    | 60   | 0.05  | 1174        | 1555        | 0.75        |

     play-off
     play-out

### Faza play-off

#### Półfinały
(do 3 zwycięstw)
| Data          | Drużyna 1                     | Wynik | Drużyna 2                     | Sety                              |
| ------------- | ----------------------------- | ----- | ----------------------------- | --------------------------------- |
| 14 marca 2009 | BBTS Bielsko-Biała            | 3:2   | MKS Orzeł Międzyrzecz AZS-AWF | 25:20, 25:27, 25:17, 18:25, 15:11 |
| 15 marca 2009 | BBTS Bielsko-Biała            | 3:0   | MKS Orzeł Międzyrzecz AZS-AWF | 25:17, 27:25, 25:23               |
| 21 marca 2009 | MKS Orzeł Międzyrzecz AZS-AWF | 3:2   | BBTS Bielsko-Biała            | 12:25, 25:18, 25:17, 21:25, 15:12 |
| 22 marca 2009 | MKS Orzeł Międzyrzecz AZS-AWF | 1:3   | BBTS Bielsko-Biała            | 23:25, 25:18, 20:25, 20:25        |
|               |                               |       |                               |                                   |
| 14 marca 2009 | MUKS Siatkarz Pamapol Wieluń  | 3:0   | ASPS Avia Świdnik             | 25:23, 25:20, 25:16               |
| 15 marca 2009 | MUKS Siatkarz Pamapol Wieluń  | 3:0   | ASPS Avia Świdnik             | 25:16, 25:23, 25:18               |
| 21 marca 2009 | ASPS Avia Świdnik             | 0:3   | MUKS Siatkarz Pamapol Wieluń  | 7:25, 19:25, 20:25                |

#### Finał
(do 3 zwycięstw)
| Data            | Drużyna 1                    | Wynik | Drużyna 2                    | Sety                       |
| --------------- | ---------------------------- | ----- | ---------------------------- | -------------------------- |
| 29 marca 2009   | BBTS Bielsko-Biała           | 3:1   | MUKS Siatkarz Pamapol Wieluń | 19:25, 25:18, 29:27, 25:21 |
| 30 marca 2009   | BBTS Bielsko-Biała           | 0:3   | MUKS Siatkarz Pamapol Wieluń | 26:28, 18:25, 12:25        |
| 4 kwietnia 2009 | MUKS Siatkarz Pamapol Wieluń | 3:1   | BBTS Bielsko-Biała           | 27:25, 25:21, 22:25, 25:14 |
| 5 kwietnia 2009 | MUKS Siatkarz Pamapol Wieluń | 3:0   | BBTS Bielsko-Biała           | 25:20, 25:20, 25:20        |

### Play-out
(dwumecz)
| Data          | Drużyna 1                          | Wynik | Drużyna 2                          | Sety                       |
| ------------- | ---------------------------------- | ----- | ---------------------------------- | -------------------------- |
| 14 marca 2009 | AZS PWSZ Nysa                      | 1:3   | EnergiaPro Gigawat Gwardia Wrocław | 25:23, 19:25, 22:25, 16:25 |
| 21 marca 2009 | EnergiaPro Gigawat Gwardia Wrocław | 3:1   | AZS PWSZ Nysa                      | 25:23, 28:26, 23:25, 25:19 |
|               |                                    |       |                                    |                            |
| 14 marca 2009 | MKS MOS Interpromex Będzin         | 0:3   | MCKiS PKE Energetyk Jaworzno       | 25:27, 17:25, 22:25        |
| 21 marca 2009 | MCKiS PKE Energetyk Jaworzno       | 3:0   | MKS MOS Interpromex Będzin         | 25:22, 25:17, 25:18        |

## Klasyfikacja końcowa
| Lp. | Drużyna                      |
| --- | ---------------------------- |
| 1   | Siatkarz Wieluń              |
| 2   | BBTS Bielsko-Biała           |
| 3   | Avia Świdnik                 |
| 4   | MKS Orzeł Międzyrzecz        |
| 5   | Pronar Parkiet Hajnówka      |
| 6   | GTPS Gorzów Wielkopolski     |
| 7   | MCKiS PKE Energetyk Jaworzno |
| 8   | Gwardia Wrocław              |
| 9   | Stal AZS PWSZ Nysa           |
| 10  | MKS MOS Interpromex Będzin   |
| 11  | SMS PZPS Spała               |

     awans do PlusLigi
     baraże o PlusLigę
     turniej barażowy o utrzymanie (z drużynami z II ligi)
     spadek do II ligi

### Turniej barażowy (Jaworzno)
Tabela
| Lp. | Drużyna                      | Pkt | Mecze | Mecze | Mecze | Rodzaj wyniku | Rodzaj wyniku | Rodzaj wyniku | Rodzaj wyniku | Rodzaj wyniku | Rodzaj wyniku | Sety | Sety | Sety  | Małe punkty | Małe punkty | Małe punkty |
| Lp. | Drużyna                      | Pkt | M     | W     | P     | 3:0           | 3:1           | 3:2           | 2:3           | 1:3           | 0:3           | wyg. | prz. | stos. | zdob.       | str.        | stos.       |
| --- | ---------------------------- | --- | ----- | ----- | ----- | ------------- | ------------- | ------------- | ------------- | ------------- | ------------- | ---- | ---- | ----- | ----------- | ----------- | ----------- |
| 1   | MCKiS PKE Energetyk Jaworzno | 6   | 3     | 3     | 0     | 1             | 1             | 1             | 0             | 0             | 0             | 9    | 3    | 3     | 284         | 258         | 1.1         |
| 2   | Fart Kielce                  | 5   | 3     | 2     | 1     | 2             | 0             | 0             | 1             | 0             | 0             | 8    | 3    | 2.67  | 261         | 229         | 1.14        |
| 3   | Rosiek Syców                 | 4   | 3     | 1     | 2     | 0             | 1             | 0             | 0             | 0             | 2             | 3    | 7    | 0.43  | 220         | 239         | 0.92        |
| 4   | Gwardia Wrocław              | 3   | 3     | 0     | 3     | 0             | 0             | 0             | 0             | 2             | 1             | 2    | 9    | 0.22  | 230         | 269         | 0.86        |

Źródło: inf. własna
Punktacja: zwycięstwo - 2 pkt; porażka - 1 pkt
Zasady ustalania kolejności: 1. liczba punktów; 2. stosunek setów; 3. stosunek małych punktów; 4. bilans w bezpośrednich meczach
     I liga
     II liga
Wyniki
| Data        | Drużyna 1                    | Wynik | Drużyna 2                          | Sety                              |
| ----------- | ---------------------------- | ----- | ---------------------------------- | --------------------------------- |
| 1 maja 2009 | MCKiS PKE Energetyk Jaworzno | 3:2   | KS Fart Kielce                     | 25:23, 17:25, 23:25, 25:18, 22:20 |
| 1 maja 2009 | Rosiek Syców                 | 3:1   | EnergiaPro Gigawat Gwardia Wrocław | 25:21, 22:25, 25:23, 25:20        |
|             |                              |       |                                    |                                   |
| 2 maja 2009 | Rosiek Syców                 | 0:3   | KS Fart Kielce                     | 22:25, 14:25, 22:25               |
| 2 maja 2009 | MCKiS PKE Energetyk Jaworzno | 3:1   | EnergiaPro Gigawat Gwardia Wrocław | 25:23, 22:25, 25:16, 25:18        |
|             |                              |       |                                    |                                   |
| 3 maja 2009 | KS Fart Kielce               | 3:0   | EnergiaPro Gigawat Gwardia Wrocław | 25:19, 25:19, 25:21               |
| 3 maja 2009 | Rosiek Syców                 | 0:3   | MCKiS PKE Energetyk Jaworzno       | 22:25, 20:25, 23:25               |